# Chromonephthea williamsi
Chromonephthea williamsi is een zachte koraalsoort uit de familie Nephtheidae. De koraalsoort komt uit het geslacht Chromonephthea. Chromonephthea williamsi werd in 2005 voor het eerst wetenschappelijk beschreven door van Ofwegen. 